# Museo Arqueológico de Neápoli Voion
El Museo Arqueológico de Neápoli Voion es un museo de Grecia ubicado en la localidad de Neápoli, perteneciente a la región de Laconia. 
La colección arqueológica de Neápoli Voion fue fundada en 1968 y desde entonces ha estado ubicada en diferentes emplazamientos. El edificio actual del museo se construyó en la década de 1950, con intención de que tuviera un centro de salud, pero más tarde fue abandonado. Ante la necesidad de crear un museo y dado el estado de abandono del edificio, fue otorgado al Ministerio de Cultura de Grecia, que entre los años 2006 y 2008 realizó obras para adecuarse a su nueva función. En 2010 se trasladaron las piezas de la colección arqueológica al nuevo edificio. La organización de la exposición permanente fue realizada en los años posteriores y quedó concluida en 2015.

## Colecciones
El museo contiene una colección de objetos procedentes de sitios arqueológicos de la península de Malea que incluyen esculturas, inscripciones, vasijas y estelas funerarias.
Una sección expone piezas procedentes del santuario de Apolo Hiperteléata que se encontraba cerca del pueblo de Foiniki. Estuvo en uso entre la época arcaica y la época romana.
Por otra parte, se encuentra el ajuar funerario de una tumba procedente de la antigua ciudad de Asopo, que se localizaba en la actual Plitra.
Otra sección del museo se centra en Pavlopetri, un asentamiento prehistórico sumergido que estaba unido a la isla de Elafónisos por un istmo.
Otros objetos prehistóricos, como jarrones, joyas y objetos de metal proceden de tumbas de Sykeas, (en Angelona) y Agios Ioannis Monemvasia. Estos atestiguan la importancia de la zona durante la época micénica. 
Un objeto singular es el modelo en barro cocido de un barco de guerra a remo recuperado del fondo del mar por unos pescadores, sin contexto arqueológico, en Gitio.
Además, se expone la historia de la antigua ciudad de Bea, que estaba donde hoy se halla Neápoli. Los hallazgos atestiguan la importancia de la ciudad por su subsuelo rico en hierro desde la época clásica y su florecimiento en la época romana.  
Otra sección del museo expone paisajes de las antiguas ciudades de la costa oriental de la península de Malea: Epidauro Limera, Zárax y Cifanta.